# Величка (Брянская область)
Величка — хутор в Новозыбковском городском округе Брянской области.

## География
Находится в западной части Брянской области на расстоянии приблизительно 4 км на восток-северо-восток по прямой от железнодорожного вокзала районного центра города Новозыбков к северу от железнодорожной линии Новозыбков-Клинцы.

## История
В 1859 году здесь (тогда хутор Новозыбковского уезда Черниговской губернии) было учтено 10 дворов, в 1892 году - 29.  В середине XX века работал колхоз "Пламя революции". До 2019 года входил в Тростанское сельское поселение Новозыбковского района до их упразднения.

## Население
Численность населения: 37 человек (1859 год), 96 (1892), 410 (1926, приблизительно), 229 человек в 2002 году (русские 70 %), 202 в 2010.